# Mord auf Seite eins
Mord auf Seite eins (Originaltitel: State of Play) ist eine preisgekrönte britische Miniserie der BBC aus dem Jahr 2003. Regie führte David Yates. Die Serie wurde in Deutschland 2008 erstmals auf ARTE ausgestrahlt.

## Vollständige Handlung
Stephen Collins aus Manchester, Mitglied des britischen Unterhauses, verheiratet, zwei Kinder, hat eine steile Karriere in der Politik hingelegt und wird als Kandidat für Höheres gehandelt. Da kommt in London seine Assistentin Sonia Baker unter mysteriösen Umständen zu Tode. Zur selben Zeit wird ein schwarzer Teenager ermordet, mutmaßlich eine Abrechnung im Drogenhandel. Doch ein Koffer mit einer Waffe und Bildern von Sonia und Stephen, der Journalisten von einer Tageszeitung kurz darauf zugespielt wird, stellt einen direkten Zusammenhang zwischen den Taten her. Der Reporter Cal McAffrey, ein alter Freund von Collins, wittert eine Story. Der zynische Chefredakteur Foster stellt ihm ein erfahrenes Journalistenteam zur Seite.
Schnell kommt heraus, dass Collins eine Affäre mit Sonia hatte. Seine marode Ehe mit Anne ist gefährdet. Sie reist nach London und entlastet ihren Mann, beginnt aber ihrerseits eine Affäre mit Cal. Währenddessen geht die Mordserie weiter: Der Mörder des Teenagers versucht, den einzigen Zeugen des Mordes zu eliminieren, erwischt aber stattdessen einen Polizisten.
Die Spur führt zu Öl-Lobbyisten: Collins und sein Team waren kurz davor, umfangreiche Einigungen im Umweltschutz auf den Weg zu bringen. Offenbar fungierte Sonia als Informantin für die Ölbranche und ließ ihr wichtige Informationen zukommen. Eine Schlüsselrolle hierbei scheint Dominic Foy, ein alter Freund Sonias, zu spielen, an dessen Fersen sich das Reporterteam fortan heftet.
Der Killer des Teenagers wird gestellt, als er versucht, auch Cal auszuschalten, dem wichtige Unterlagen von ihm zugespielt wurden. Er stirbt, ohne einen Hinweis auf seinen Auftraggeber zu geben. Bald darauf gibt Foy Informationen über die Vereinbarung zwischen Sonia und dem Lobby-Unternehmen preis und das Team hat endlich wieder eine heiße Spur.
Collins tritt unterdessen die Flucht nach vorne an, nachdem er erfahren hat, dass Parteiobere über Sonias Aktivitäten Bescheid wussten. Er verweigert sich einem bevorstehenden politischen Aufstieg und arbeitet stattdessen mit Cal zusammen an einer Enthüllungsstory über die Ereignisse, obwohl er von dessen Affäre mit seiner Frau weiß.
Dann aber, im letzten Teil, klärt sich die Geschichte auf, in eine von den Journalisten vollkommen unerwartete Richtung: Nicht die Öl-Lobby beauftragte die Morde an Sonia und den weiteren Opfern, sondern Collins selbst war für  diese Taten maßgeblich verantwortlich. Er hatte herausgefunden, dass Sonia auf ihn angesetzt worden war und daraufhin einen ehemaligen Soldaten auf ihre Überwachung angesetzt. Dieser aber fing laut Collins an, aus Verehrung für ihn auf eigene Faust zu handeln und zu morden.
Letzten Endes ist der Aufmacher, mit dem die Zeitung dann aufwarten kann, nicht die erhoffte Polit-Story, sondern eine Sex-and-Crime-Geschichte über einen gestrauchelten Abgeordneten.

## Besetzung und Synchronisation
Die deutsche Synchronisation entstand im Jahr 2008 nach einem Dialogbuch und unter der Dialogregie von Frank Wesel durch die Synchronfirma Taunus Film GmbH Synchron AG in Berlin.
| Schauspieler        | Figur               | Hauptrolle Folge | Nebenrolle Folge | Synchronsprecher         |
| ------------------- | ------------------- | ---------------- | ---------------- | ------------------------ |
| David Morrissey     | Stephen Collins     | 1–6              |                  | Stefan Gossler           |
| John Simm           | Cal McCaffrey       | 1–6              |                  | Gerrit Schmidt-Foß       |
| Kelly Macdonald     | Della Smith         | 1–6              |                  | Manja Doering            |
| Polly Walker        | Anne Collins        | 1–6              |                  | Sabine Falkenberg        |
| Bill Nighy          | Cameron Foster      | 1–6              |                  | Bodo Wolf                |
| Philip Glenister    | DCI William Bell    | 1–6              |                  | Lutz Schnell             |
| James McAvoy        | Dan Foster          | 2–6              |                  | Nico Mamone              |
| Marc Warren         | Dominic Foy         | 2–6              | 1                | Viktor Neumann           |
| Amelia Bullmore     | Helen Preger        |                  | 1–6              | Heide Domanowski         |
| James Laurenson     | George Fergus       |                  | 1, 3–5           | Jochen Schröder          |
| Michael Feast       | Andrew Wilson       |                  | 1–5              | K. Dieter Klebsch        |
| Rebekah Staton      | Liz                 |                  | 1–6              | Christin Marquitan       |
| Benedict Wong       | Pete Cheng          |                  | 1–6              | Frank Schröder           |
| Johann Myers        | Sonny Stagg         |                  | 1–3, 5–6         | Jan-David Rönfeldt       |
| Geraldine James     | Yvonne Shaps        |                  | 5–6              | Kerstin Sanders-Dornseif |
| Maureen Hibbert     | Olicia Stagg        |                  | 1–3, 5           | Katarina Tomaschewsky    |
| Deborah Findlay     | Greer Thornton      |                  | 1, 3–5           | Christin Marquitan       |
| Christopher Simpson | Adam Greene         |                  | 1, 3, 5–6        | Karlo Hackenberger       |
| Tom Burke           | Syd                 |                  | 3–6              | Ozan Ünal                |
| Shauna Macdonald    | Sonia Baker         |                  | 3–4, 6           | Angela Ringer            |
| Sean Gilder         | DS 'Chewy' Cheweski |                  | 3, 5–6           | Dieter Memel             |
| Stuart Goodwin      | Robert Bingham      |                  | 1–3              | Marcus Off               |
| Madeleine Potter    | Professor Tate      |                  | 1–2              | Viola Sauer              |
| Natasha Wightman    | Sheena Gough        |                  | 3–4              | Victoria Sturm           |

## Hintergrund
Drehbuchautor Paul Abbott sagte zur Entstehung des Buchs, er habe die Geschichte geschrieben, ohne je eine Zeitungsredaktion betreten zu haben. Journalisten hätten ihm gegenüber aber gesagt, er habe die Atmosphäre eines newsrooms, in dem ein großer Teil der Serie spielt, genau getroffen. Insbesondere in der Redaktion, aber auch im Rest der Spielorte wurde von den Machern der Serie Wert darauf gelegt, Hintergrundgeschehen in den Film zu integrieren. So wurden den Statisten im Hintergrund des newsroom eigene Ressorts und Aufgaben zugeteilt, denen sie unabhängig vom Hauptgeschehen vor der Kamera nachgehen sollten, um möglichst realitätsnahe Aufnahmen zu erhalten.
Zunächst war nach dem Erfolg der Serie eine zweite Staffel mit einem weiteren Fall des Journalistenteams geplant, diese kam aber nicht zustande. Stattdessen erfolgte eine US-amerikanische Neuverfilmung für das Kino, in der Ben Affleck und Russell Crowe die Hauptrollen spielten. Der in Washington D. C. spielende Film wurde im April 2009 unter dem Titel State of Play – Stand der Dinge veröffentlicht.

## Auszeichnungen
Mord auf Seite eins ist mehrfach bei internationalen Wettbewerben ausgezeichnet worden, u. a.:
BAFTA TV – Award 2004
- Bester Hauptdarsteller – Bill Nighy
- Bester Schnitt (Fiktion) – Mark Day
- Bester Ton (Fiktion) – Simon Okin, Stuart Hilliker, Jamie McPhee & Pat Boxshall

außerdem nominiert für:
- Bester Hauptdarsteller – David Morrissey
- Beste Drama-Serie – David Yates, Hilary Bevan Jones & Paul Abbott
- Beste Fernsehmusik – Nicholas Hooper
- Beste Kamera (Fiktion) – Chris Seager

Cologne Conference 2004
- Bestes fiktionales Programm – David Yates

Edgar Allan Poe Awards 2005
- Bestes Drehbuch für einen Fernsehfilm oder eine Miniserie – Paul Abbott

RTS Television Award 2004
- Beste Dramaserie
- Bestes Drehbuch – Paul Abbott

außerdem nominiert für:
- Bester Hauptdarsteller – Bill Nighy

RTS Television Award 2003
- Beste Kamera (Drama) – Chris Seager

außerdem nominiert für:
- Bestes Szenenbild (Drama) – Donal Woods
- Bester Ton (Drama) – Simon Okin, Stuart Hilliker, Jamie McPhee & Pat Boxshall
- Bester Schnitt (Drama) – Mark Day